# Чикаго
Вижте пояснителната страница за други значения на Чикаго.
Чикаго (на английски: Chicago; IPA: /ʃɪˈkɑːgoʊ/  ( произношение) или /ʃɪˈkɔːgoʊ/) е град в северната част на САЩ, щата Илинойс. Чикаго е и окръжен център на окръг Кук. С население от 2 746 388 души, а на градската агломерация – от 9 618 502 души (2020 г.), той е трети по големина в САЩ след Ню Йорк и Лос Анджелис, четвърти по големина в Северна Америка и седми в Западното полукълбо. Градът е разположен на западния бряг на езерото Мичиган, при устието на река Чикаго. Един от прякорите, с които е известен, е „Windy City“ (Градът на вятъра), поради постоянните ветрове, духащи от езерото.
Чикаго е създаден през 1833 г. на мястото на съществувалия от 1803 г. Форт Диърборн. Днес основните етнически групи в Чикаго са ирландци, германци, италианци и поляци. Той е смятан за втория по брой на полското население град в света след Варшава, както и за втори по брой на сръбското население след Белград.

## История
Името на града произлиза от френското произношение на местното американско-индианско shikaakwa, означаващо „див лук“ или „див чесън“. Първото цитирано споменаване на града, изписано като Checagou, е от Рене Робер дьо Ла Сал около 1679 г.
В началото на 1790-те години Жан Батист дю Сабл се заселва при устието на река Чикаго. Той създава голямо и проспериращо търговско селище, което по-късно ще прерасне в Чикаго. През 1800 г. той продава имота си и се премества в Сейнт Чарлс (Мисури), където получава лиценз да оперира ферибот по река Мисури.
На 12 август 1833 г. град Чикаго е вписан в регистъра с население от 200 души. За седем години населението му нараства до 4000 души. На 4 март 1837 г. Чикаго е инкорпориран и в продължение на няколко десетилетия е най-бързо растящият град в света.
Градът бързо става важен транспортен възел между източните и западните части на САЩ. Към 1848 г. Чикаго вече разполага с железопътна линия и воден канал. Каналът позволява на параходите от Големите езера да достигат река Мисисипи.
Процъфтяващата икономика довежда жители от селските райони и имигранти от чужбина. Производственият и финансовият сектори доминират, влияейки на американската икономика като цяло. За да се справи с бързо нарастващото си население и нужда от по-добра канализация, градът подобрява инфраструктурата си. Така центърът на Чикаго е повдигнат, което подобрява здравеопазването в града, но необработените мръсни и промишлени води се изливат в река Чикаго и по нея достигат езеро Мичиган, като така се замърсява главният източник на прясна вода на града. Към 1900 г. проблемът с канализационното замърсяване е почти напълно решен, когато градът завършва голямо инженерно постижение. Течението на река Чикаго е обърнато, така че водата да тече от езеро Мичиган, а не към него.
През 1871 г. избухва т.нар. Голям пожар, който унищожава район с дължина 6,5 km и ширина 1,5 km, което представлява голяма част от града по това време. Голяма част от града оцелява и от руините на предишните дървени постройки се издигат по-модерни сгради от камък и стомана. По време на възстановяването си Чикаго построява първия небостъргач в света (Home Insurance Building) през 1885 г., използвайки стоманено скеле.
Градът нараства значително по размер и население, след като към него са присъединени множество съседни селища между 1851 и 1920 г., като например присъединяването на пет селища към града през 1889 г. Желанието за присъединяване към града се води от обществените услуги, които градът предоставя на своите жители.
Процъфтяващата икономика на Чикаго привлича мигранти от Европа и Източните щати. От общото население на града през 1900 г. над 77% са родени в чужбина или в други части на САЩ. Немците, ирландците, поляците, шведите и чехите представляват почти 2/3 от чуждестранното население (към 1900 г. белите са 98,1% от населението).
Трудови конфликти следват индустриалния бум и бързото разрастване на работническата класа, сред които бунтът на Хеймаркет от 4 май 1886 г. и Пулмановата стачка. Анархистите и социалистите играят важни роли при създаването на големи и организирани трудови акции. Разработват се програми, които стават модел за нов вид социални дейности.
През 70-те и 80-те години на XIX век Чикаго придобива национален статут на лидер в движението за подобряване на здравеопазването. Приемат се и се съблюдават градски, а по-късно и щатски закони, които подобряват стандартите на медицинската професия и се борят срещу градски епидемии като холера, едра шарка и жълта треска. Тези закони стават шаблони за реформи на здравеопазването в други градове и щати. В града са основани много и големи общински паркове.
През XIX век Чикаго се превръща в националния железопътен център и към 1910 г. над 20 жп линии предоставят пасажерски услуги към шест различни терминала в града. През 1883 г. управителите на железниците в Чикаго усещат нуждата от часови зони, така че развиват стандартизирана система на северноамериканските часови зони. Тази система се разпространява сред континента.
През 1893 г. Чикаго е домакин на Световното изложение върху бившо тресавище, което днес е парк. Изложението привлича 27,5 милиона посетители и се смята за едно от най-влиятелните изложения в историята.
През Първата световна война и 1920-те години промишлеността на града се разраства бурно. Наличието на свободни работни места привлича афроамериканци от Южните щати. Между 1910 и 1930 г. афроамериканското население на града се увеличава драстично от 44 103 на 233 903 души. Голямата миграция има голямо културно въздействие, което става известно под името „Черен ренесанс на Чикаго“ (част от Харлемския ренесанс или Новото негърско движение), в изобразителното изкуство, литературата и музиката. Продължителното расово напрежение по това време понякога прераства в насилие (Негърски погром в Чикаго (1919)).
Сухият режим в САЩ, продължил от 1919 до 1933 г., води до т. нар. Гангстерска ера в Чикаго. През 1920-те години се издига известният гангстер Ал Капоне, който води война по улиците на Чикаго срещу органите на реда и другите гангстерски групировки. През 1929 г. той устройва Клането на деня на Свети Валентин, изпращайки хора, които да разстрелят членове на съперническа гангстерска група.
Чикаго става първият американски град с организация, защитаваща правата на хомосексуалните. Образувана през 1924 г., „Общество за човешки права“ е автор на първото американско издание за хомосексуални „Приятелство и свобода“. Полицията и политическото напрежение карат организацията да се разпусне.
Голямата депресия води след себе си безпрецедентно страдание в града, отчасти поради силната зависимост на града от тежката промишленост. Промишлените райони в южната част на града са разорени: към 1933 г. над 50% от работните места в промишлеността са изчезнали, а нивото на безработицата сред чернокожите и латиносите в града е над 40%. Републиканската политическа машина в Чикаго е унищожена от икономическата криза и всеки кмет на града след 1931 г. е демократ. В първите години от депресията се провеждат огромни демонстрации от безработни и от работници, които не са получавали заплати. Фискалната криза е решена към 1932 г. и по същото време федералната помощ започва да помага на Чикаго да построи множество паркове, училища и съвременен метрополитен. През 1933 г. кметът на Чикаго, Антон Чемарк, е ранен смъртоносно в Маями след провал за убийство на новоизбрания президент Франклин Рузвелт.
По време на Втората световна война Чикаго произвежда повече стомана от Великобритания всяка година от 1939 до 1945 г. и повече от Нацистка Германия от 1943 до 1945 г. Разнообразната промишлена база на града го прави втори в страната по производство на военни стоки след Детройт. Над 1400 компании произвеждат всичко от полеви дажби до парашути и торпеда, докато новите самолетостроителни заводи осигуряват работа на 100 000 души. Голямата миграция, която спира по време на Голямата депресия, продължава с още по-бърз темп, докато стотици хиляди чернокожи пристигат в града, за да работят в металургията, корабостроенето или железниците.
На 2 декември 1942 г. физикът Енрико Ферми провежда първата в света контролирана ядрена реакция в Чикагския университет като част от свръхсекретния проект „Манхатън“. Това води до създаването на първата атомна бомба от САЩ през 1945 г.
През 1960-те години около 250 хил. души работят в стоманолеярната промишленост на Чикаго, но кризата на стоманата през 70-те и 80-те години на XX век намалява тази бройка до едва 28 хил. души към 2015 г. През 1979 г. за кмет на града за пръв път е избрана жена – Джейн Бърн. Тя помага за намаляването на престъпността и изкарва училищната система от финансова криза. През 1983 г. градът за пръв път е управляван от чернокож – Харолд Уошингтън. През първия си мандат той насочва вниманието си към бедните и пренебрегнатите квартали на малцинствата. През 1987 г. е избран за втори мандат, но малко след това почива от инфаркт.
На 16 май 2011 г. кмет на града става евреинът Рам Емануел, след оспорвана кандидатура, тъй като не е гражданин на Чикаго.

## Население
През първите сто години от съществуването си Чикаго е един от най-бързо растящите градове в света. При основаването си през 1833 г. под 200 души са се заселили там, където тогава е стигала американската граница. Първото преброяване на населението се провежда седем години по-късно и показва фигура от над 4000 души. През четиридесетте години от 1850 до 1890 г. населението на града нараства от малко под 30 000 до над 1 милион души. Към края на 19 век Чикаго вече е петият най-населен град в света и най-големият от градовете, които към началото на същия век още не са съществували.
В края на XIX век Чикаго става популярна дестинация за вълни от имигранти от Ирландия, Южна, Централна и Източна Европа, включително италианци, евреи, поляци, литовци, българи, албанци, хървати, сърби, бошняци, черногорци и чехи. Тези етнически групи съставят основата на работническата класа на градската промишленост и към тях по-късно тръгва поток от афроамериканци от Юга на САЩ, като чернокожата популация на Чикаго се удвоява между 1910 и 1920 г. и отново между 1920 и 1930 г. По това време чернокожите се заселват в т. нар. „Черен пояс“ в южната част на града, а по-късно и в западните части на града. Днес южните части на Чикаго и съседните им покрайнини представляват региона с най-голямо мнозинство на чернокожи в САЩ.
Населението на Чикаго е най-многобройно през 1950-те години, когато в него живеят над 3,6 милиона души. През втората половина на XX век обаче се наблюдава отрицателен прираст, като към 2010 г. населението на града вече е спаднало на 2,7 милиона души.
Според оценки от юли 2016 г. 32,6% от населението на Чикаго са бели без латински корени, 29,7% са бели с латински корени, а 29,3% са чернокожи.
| Расов състав          | 2010 г. | 1990 г. | 1970 г. | 1940 г. |
| --------------------- | ------- | ------- | ------- | ------- |
| Бели                  | 45,0%   | 45,4%   | 65,6%   | 91,7%   |
| – без латински корени | 31,7%   | 37,9%   | 59,0%   | 91,2%   |
| Чернокожи             | 32,9%   | 39,1%   | 32,7%   | 8,2%    |
| Латиноамериканци      | 28,9%   | 19,6%   | 7,4%    | 0,5%    |
| Азиатци               | 5,5%    | 3,7%    | 0,9%    | 0,1%    |

71% от жителите на Чикаго се самоопределят като християни, 7% изповядват друга религия, а 22% не са вярващи.
| 1840      | 1850      | 1860      | 1870      | 1880      | 1890      | 1900      |
| --------- | --------- | --------- | --------- | --------- | --------- | --------- |
| 4470      | 29 963    | 112 172   | 298 977   | 503 185   | 1 099 850 | 1 698 575 |
| 1910      | 1920      | 1930      | 1940      | 1950      | 1960      | 1970      |
| 2 185 283 | 2 701 705 | 3 376 438 | 3 396 808 | 3 620 962 | 3 550 404 | 3 366 957 |
| 1980      | 1990      | 2000      | 2010      |           |           |           |
| 3 005 072 | 2 783 726 | 2 896 016 | 2 695 598 |           |           |           |

### Българи в Чикаго
Смята се, че в Чикаго се намира една от най-големите български диаспори. Неофициални данни за броя варират много: 23 до 40 хиляди или 50 до 100 хиляди (към 2007 г.) или 120 000 (2011 г., което би направило Чикаго 5-ия най-голям български град) или до 200 000 души.
Официалните данни сочат, че българите живеят както в града, така и в предградията:
- Към 12 хил. живеещи в Илинойс и родени в България, от които към 1500 в Чикаго, 900 в Дес Плейнс, 725 в Елк Гроув вилидж, 550 в Арлингтън Хайтс, 500 в Шомбърг, 450 в Палатайн, 350 в Ролинг Медоус, 300 в Маунт Проспект[38]
- Към 13 хил. живеещи в Илинойс и посочили български произход, от които към 1600 в Чикаго[39]
  - За сравнение, през 2000 г., 2045 човека от Чикаго са посочили български произход[40][41]

В града има няколко български сгради и организации, вкл. български православен храм, културно-информационен център, магазини и няколко български заведения.
В Дес Плейнс се намира православният храм „Св. София“, както и евангелистка българска църква. Културните центрове са „Магура“ и „Българика“.
В града, предградията и щата оперират много български компании.
В Чикаго се издават вестниците „България сега“, „BG Voice“ (с екип от 15 човека) и „България“.
Училищата към 2021 г. са:
- БУЦ „Знание“ – Арлингтън Хайтс
- БУ „Родолюбие“ – Парк Ридж
- БУ „Св. София“ – Дес Плейнс
- БУ „Иван Рилски“ – Чикаго
- Малко българско училище – Елк Гроуве Вилидж и Дес Плейнс
- Езиково училище „Слънчогледи“ – Глен Елжин
- БУ „Джон Атанасов“ – Дес Плейнс
- Ново българско училище – Нейпервил
- БУ „Нов живот“ – Парк Ридж
- БУ „Искра“ – Дес Плейнс
- БУ „Нови хоризонти“ – Розел

Генерален консул от 18 април 2021 е Светослав Станков. Консул от 2 август 2021 година е Венета Заякова.

## Климат
Климатът в града е умереноконтинентален.
| Климатични данни за Чикаго                                | Климатични данни за Чикаго | Климатични данни за Чикаго | Климатични данни за Чикаго | Климатични данни за Чикаго | Климатични данни за Чикаго | Климатични данни за Чикаго | Климатични данни за Чикаго | Климатични данни за Чикаго | Климатични данни за Чикаго | Климатични данни за Чикаго | Климатични данни за Чикаго | Климатични данни за Чикаго | Климатични данни за Чикаго |
| Месеци                                                    | яну.                       | фев.                       | март                       | апр.                       | май                        | юни                        | юли                        | авг.                       | сеп.                       | окт.                       | ное.                       | дек.                       | Годишно                    |
| Абсолютни максимални температури (°C)                     | 19,4                       | 23,9                       | 31,1                       | 32,8                       | 36,7                       | 40,0                       | 40,6                       | 38,9                       | 38,3                       | 34,4                       | 27,2                       | 21,7                       | 40,6                       |
| Средни максимални температури (°C)                        | −0,6                       | 1,8                        | 8,1                        | 15                         | 21,1                       | 26,5                       | 28,9                       | 27,7                       | 23,8                       | 16,8                       | 9                          | 1,6                        | 15,1                       |
| Средни температури (°C)                                   | −4,6                       | −2,4                       | 3,3                        | 9,4                        | 15,1                       | 20,5                       | 23,3                       | 22,4                       | 18,1                       | 11,4                       | 4,6                        | −2,4                       | 9,9                        |
| Средни минимални температури (°C)                         | −8,6                       | −6,6                       | −1,6                       | 3,8                        | 9,1                        | 14,5                       | 17,7                       | 17,2                       | 12,4                       | 6                          | 0,2                        | −6,3                       | 4,9                        |
| Абсолютни минимални температури (°C)                      | −32,8                      | −29,4                      | −24,4                      | −13,9                      | −2,8                       | 1,7                        | 7,2                        | 5,6                        | −1,7                       | −10                        | −18,9                      | −31,7                      | −32,8                      |
| Средни месечни валежи (mm)                                | 43,9                       | 45,5                       | 63,5                       | 85,9                       | 93,5                       | 87,6                       | 94                         | 124,5                      | 81,5                       | 80                         | 80                         | 57,2                       | 937                        |
| Среден брой слънчеви часове                               | 135.8                      | 136.2                      | 187.0                      | 215.3                      | 281.9                      | 311.4                      | 318.4                      | 283.0                      | 226.6                      | 193.2                      | 113.3                      | 106.3                      | 2508                       |
| --------------------------------------------------------- | -------------------------- | -------------------------- | -------------------------- | -------------------------- | -------------------------- | -------------------------- | -------------------------- | -------------------------- | -------------------------- | -------------------------- | -------------------------- | -------------------------- | -------------------------- |
| Източник: National Oceanic and Atmospheric Administration |                            |                            |                            |                            |                            |                            |                            |                            |                            |                            |                            |                            |                            |

## Икономика
Чикаго е третият по големина на брутния регионален продукт град в САЩ – около $506 милиарда, според оценки от 2007. Градът също така е голям световен финансов център и е оценяван като най-балансирания икономически в САЩ, заради високо равнище на диверсификация.

## Известни личности
Родени в Чикаго
- Лъв XIV (р. 1955), римски папа
- Том Беринджър (р. 1949), актьор
- Дженифър Бийлс (р. 1963), киноактриса
- Робърт Блох (1917 – 1994), писател
- Дъглас Даймънд (р. 1953), икономист
- Харолд Демсец (р. 1930), икономист
- Джон Джейкс (р. 1932), писател
- Филип Дик (1928 – 1982), писател
- Джон Дос Пасос (1896 – 1970), писател
- Тимъти Зан (р. 1951), писател
- Джанет Карол (р. 1940), актриса
- Винсънт Кенби (1927 – 2000), критик
- Чарлз Ричард Крейн (1858 – 1939), бизнесмен и дипломат
- Джон Кюзак (р. 1966), киноактьор, режисьор, сценарист
- Нилс Лофгрен (р. 1951), музикант
- Харолд Лъноу (1895 – 1978), общественик
- Къртис Мейфийлд (1942 – 1999), музикант
- Ким Новак (р. 1933), актриса
- Анита О'Дей (1919 – 2006), певица
- Майк Резник (р. 1942), писател
- Джон Рейли (р. 1965), актьор
- Доналд Ръмсфелд (р. 1932), политик
- Си Ем Пънк (р. 1978), бивш кечист
- Юджийн Сърнън (р. 1934) американски астронавт, последният човек, стъпил на Луната.
- Ракел Уелч (р. 1940), актриса
- Робин Уилямс (1951 – 2014), актьор
- Боби Фишер (р. 1943), шахматист
- Картър Харисън-младши (1860 – 1953), политик
- Джон Хопфилд (р. 1933), биофизик
- Дженифър Хъдсън (р. 1981), певица и актриса
- Реймънд Чандлър (1888 – 1959), писател

Починали в Чикаго
- Джордж Бидъл (1903 – 1989), генетик
- Елмор Джеймс (1918 – 1963), музикант
- Джон Дилинджър (1903 – 1934), гангстер
- Роджър Ибърт (1942 – 2013), кинокритик
- Кшищоф Кленчон (1942 – 1981), полски рок музикант
- Отис Ръш (1934 – 2018), музикант
- Картър Харисън-младши (1860 – 1953), политик
- Субрахманиан Чандрасекар (1910 – 1995), индийски физик

## Побратимени градове
Чикаго има 27 побратимени града и един град на приятелството. Много от тях, като Чикаго, са втори по големина градове в техните страни или са основен град в страна с много преселници в Чикаго. Париж е партньорски град.
В Чикаго всяка година се провежда културен и кулинарен фестивал в чест на приятелските градове. В програмата също така има множество делегации и формални събития.
| - Акра (Гана) от 1989 - Аман (Йордания) 2004 - Атина (Гърция) 1997 - Белград (Сърбия) 2005 - Бирмингам (Великобритания) 1993 - Богота (Колумбия) 2009 - Варшава (Полша) 1960 - Вилнюс (Литва) 1993 - Голуей (Република Ирландия) 1997 - Гьотеборг (Швеция) 1987 - Делхи (Индия) 2001 - Дърбан (РЮА) 1997 - Казабланка (Мароко) 1982 - Киев (Украйна) 1991 - Лахор (Пакистан) 2007 |  | - Люцерн (Швейцария) 1998 - Мексико (Мексико) 1991 - Милано (Италия) 1973 - Москва (Русия) 1997 - Осака (Япония) 1973 - Париж (Франция) 1996 - Петах Тиква (Израел) 1994 - Прага (Чехия) 1990 - Пусан (Южна Корея) 2007 - Сао Пауло (Бразилия) 2010 - Торонто (Канада) 1991 - Хамбург (Германия) 1994 - Шанхай (Китай) 1985 – Дружески Град - Шенян (Китай) 1985 |